# Cowboy Blues
Cowboy Blues è un film del 1946 diretto da Ray Nazarro.

## Trama
Credendo che il padre sia diventato il ricco proprietario di un ranch Susan Nelson porta il fidanzato e la di lui spocchiosa madre a conoscere il proprio genitore. Purtroppo le cose non stanno così, l'uomo infatti è solo il sorvegliante, ma approfittando dell'assenza del proprietario i suoi colleghi lo aiutano ad inscenare una recita che tenga alla figlia e gli altri due nascosta la verità.